# Rutherford Birchard Hayes
Rutherford Birchard Hayes, ameriški politik in pravnik, * 4. oktober 1822, Delaware, Ohio, † 17. januar 1893, Fremont, Ohio.
Hayes je bil 19. predsednik ZDA (1877–1881). Predhodno je bil kongresnik ZDA (1865–1867) in guverner Ohia (1863–1872 in 1876 in 1877).